# Nucrem
Nucrem es una golosina argentina, creada en 2009 por la firma Georgalos. Se trata de una barra dulce de pasta de maní, derivada del tradicional postre del Mediterráneo Oriental y del Cercano y Próximo Oriente más conocido en español como   halva.
La fábrica, fundada en Río Segundo, Córdoba en 1939 por el inmigrante griego Miguel Nomikos Georgalos con el nombre de La Greco-Argentina, fue creadora de la clásica golosina Mantecol, pero debió vender la marca a la multinacional Cadbury durante la crisis de 2001 (mediante una compra apalancada), incluyendo en el contrato la prohibición de fabricar productos similares al Mantecol durante un período de ocho años.
Una vez cumplida la cláusula, la fábrica de Georgalos en Río Segundo lanzó “Nucrem”, alegando que utiliza la receta original del Mantecol, que fue modificada por Cadbury's. A diferencia del Mantecol,  el Nucrem declara tener un 0% (es decir nada) de grasas trans, además de presentar una variedad bañada en chocolate y otra sin azúcar.
Tal como se puede leer en sus envases, el Nucrem está elaborado principalmente con pasta de maní, miel y como emulsionante algo de aceite de girasol. Tiene en su envoltorio los logos que indican que es apto para celíacos, así como también el sello de certificación kosher, que indica que el producto fue elaborado siguiendo las leyes alimentarias indicadas por el judaísmo.